# ترانس-۳-متیل-۴-اوکتانولید
ترانس-۳-متیل-۴-اوکتانولید (به انگلیسی: Trans-3-Methyl-4-octanolide) با فرمول شیمیایی C9H16O2 یک ترکیب شیمیایی با شناسه پاب‌کم 11105597 است. که جرم مولی آن ۱۵۶٫۲۲۲ گرم بر مول می‌باشد. 